# Broederenkerk (Zutphen)
De Broederenkerk is een 14e-eeuwse kloosterkerk in de Nederlandse plaats Zutphen waarin Dominicanen gehuisvest waren. De kerk is een van de best bewaarde kloosterkerken van Nederland en nu in gebruik als openbare bibliotheek van Zutphen.

## Geschiedenis
Oorspronkelijk was op deze plek een grafelijk hof gevestigd. Er stond een zaal, die vermoedelijk onder graaf Otto II rond 1250 gebouwd is. Graaf Reinoud I van Gelre begon met de bouw van een grotere zaal, schuin daarnaast gelegen, maar moest de bouw staken, vermoedelijk door het verlies van de slag bij Woeringen (1288). In 1293 schonk Margaretha van Dampierre, de vrouw van Reinoud I van Gelre, de grond met daarop de grafelijke zaal en de onafgebouwde grotere zaal aan de Dominicaner monniken, die enkele jaren daarvoor in Zutphen waren neergestreken. Graven en gravinnen stichtten vaker kloosters en begijnhoven en tevens paste deze stichting in de politiek van stadsontwikkeling. De dominicanen of predikheren namen de voltooide zaal als dormitorium (slaapzaal) in gebruik en voltooiden de grote zaal rond 1310 als kerk, de huidige broederenkerk. Dit is in de kerk nog zichtbaar, de onderste meters gebruiken een andere steensoort en zijn ook in een hogere kwaliteit uitgevoerd.
De kerk is in gotische stijl gebouwd en in de 16e eeuw verfraaid met gewelfschilderingen. In de loop der eeuwen is de kerk weinig veranderd, behalve dat in 1772 door stadsarchitect Teunis Wittenberg een nieuwe barokke dakruiter op de kerk werd geplaatst en in 1826 een neoclassicistisch ingangsportaal aan de zuidzijde werd toegevoegd.
In de kerk is niet altijd het katholieke geloof gepredikt. Na de verovering van Zutphen door Maurits van Nassau, de latere prins van Oranje, kwam de kerk in protestantse handen, onder meer onder de hoede van de Waalse kerk en de Nederlandse Hervormde Kerk. In de loop der tijd kwam de kerk leeg te staan, waarna in 1983 de openbare bibliotheek er zich huisvestte. Het kerkorgel uit 1824-1828 van de orgelbouwersfirma Lohman verhuisde toen naar de Grote of Sint-Catharinakerk in Heusden.
Architect Pierre Cuypers jr. gebruikte de Broederenkerk als voorbeeld voor de Sint-Vituskerk in Bussum en de Sint-Jozefkerk in Groningen. Eerder had H.J. Wennekers zijn Sint-Donatuskerk in Bemmel naar het voorbeeld van de Broederenkerk ontworpen.

## Bezienswaardigheden

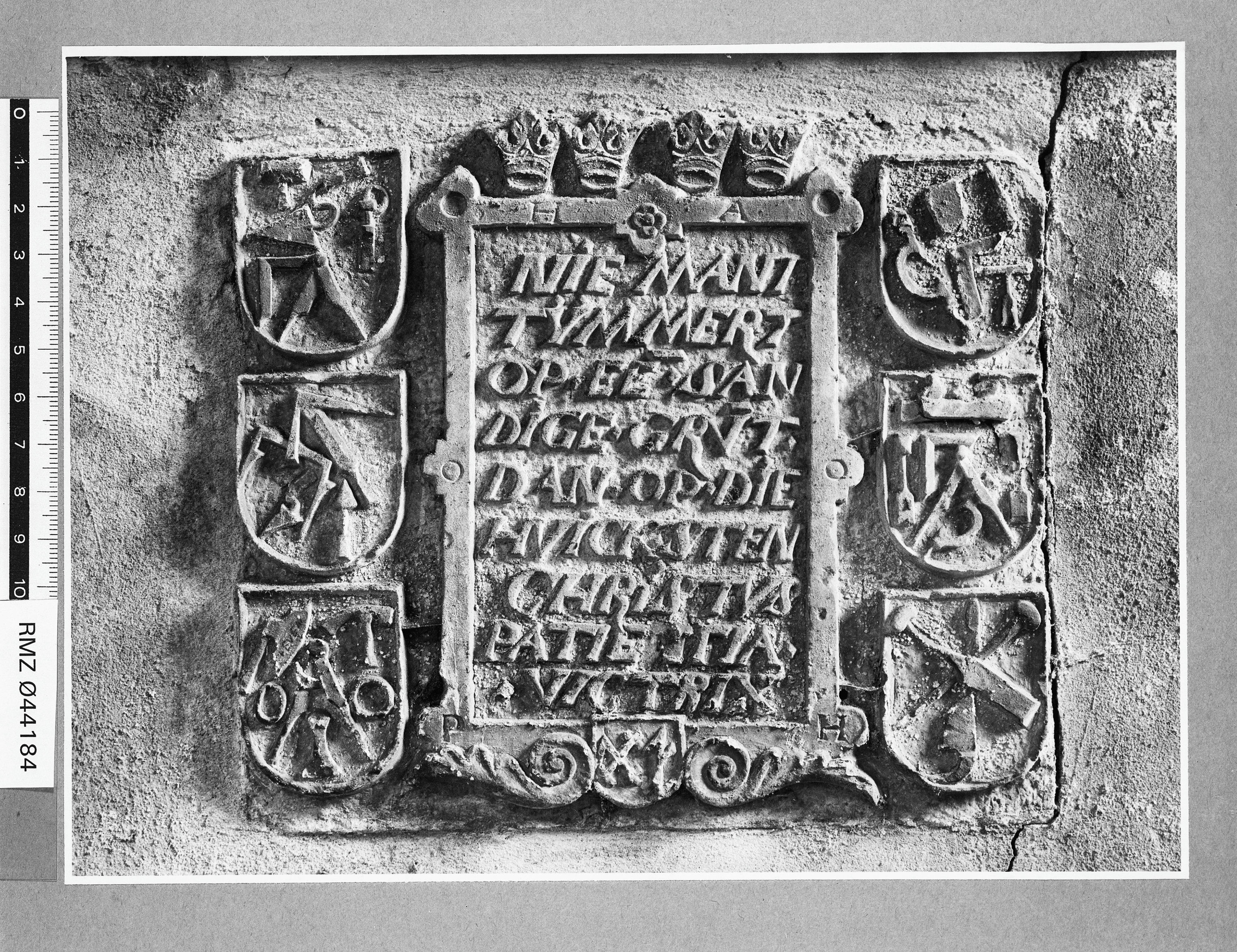
Reliëfsteen van het Gilde der Heilige Gekroonden

### Gildesteen van het Viergekroonde Gilde
In de kerk is in de muur van de zuidelijke zijbeuk een gildesteen ingemetseld van Het Viergekroonde Gilde, een gilde van bouwvakkers. De steen dateert uit het midden van de 17e eeuw.
In de steen is in reliëf een kader met opschrift aangebracht, met daarboven de vier kronen van het gilde. Links en rechts van het opschrift zijn zes wapenschilden zichtbaar van de ambachten die vielen onder het patronaat van de Gekroonden. In de gildebrief van 1538 wordt gesproken van timmerlieden,
steenmetselaars, kistenmakers, vatebenders (kuipers), leidekkers en beeldsnijders. In de wapenschilden zijn de verschillende gereedschappen van de beroepen afgebeeld. Het opschrift luidt: NIEMANT TYMMERT OP EE(N) SANDIGE GRU(N)T DAN OP DIE HUICKSTE[E]N CHRISTUS PATIENTIA VICTRIX, vrij vertaald: Niemand bouwt op zanderige grond, maar op de hoeksteen Christus: geduld overwint.

### Gewelfschilderingen
Het koor en middenschip zijn wit gepleisterd en voorzien van fraaie 16e-eeuwse schilderingen. Deze zijn nog origineel; wel zijn ze in de jaren ’30 sterk gerestaureerd. In het koor zijn onder meer bustes van voor de Dominicanen belangrijke heiligen afgebeeld. In het schip zien we naast sierlijke ranken de wapens van personen uit de stedelijke elite afgebeeld, die via de Broederschap van de Onze Lieve Vrouwe bij het klooster betrokken waren.

### Het poortersklokje
In de dakruiter bevindt zich één luidklok, die tegenwoordig vaak als het poortersklokje wordt aangeduid.
In 1611 besloot de stad de klok van de broederenkerk iedere avond te luiden als waarschuwing dat de stadspoorten gesloten zouden worden. De poortwachter moest daarna nog drie keer hard roepen of er zich nog mensen buiten bevonden. Tegenwoordig wordt de klok van 21.50-21.55 geluid als herinnering aan de tijd dat Zutphen nog stadspoorten had.
In de Tweede Wereldoorlog werd de klok gevorderd door de Duitsers. Na de oorlog schonken de burgers van Zutphen een nieuwe klok. Deze wordt om 18:03 kort geluid om de in de oorlog gevallen slachtoffers te herdenken.

## Trivia

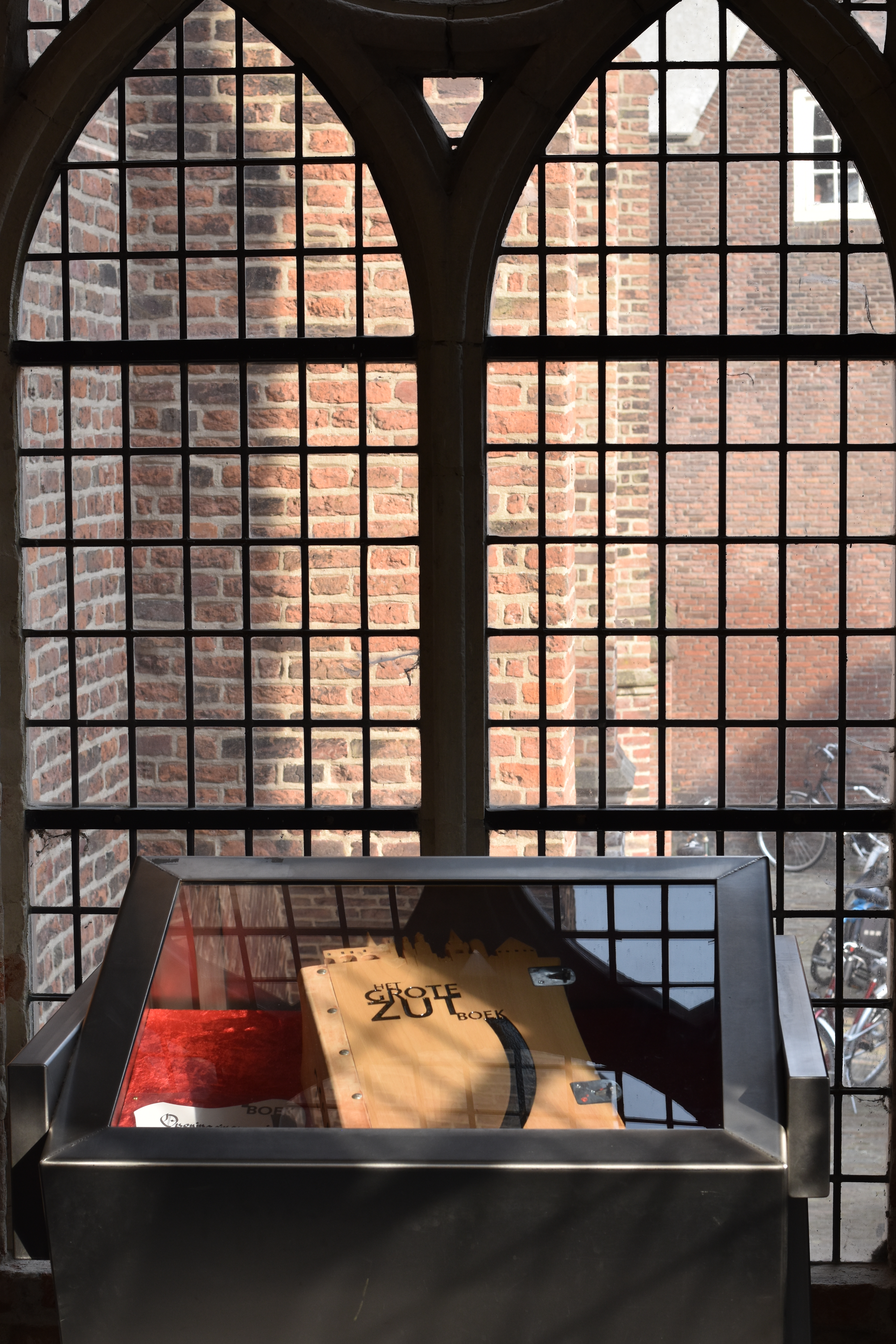
'Het Grote Zutboek' mag in 2109 geopend worden.

Achter in de zuiderzijbeuk van de Broederenkerk staat ‘Het Grote Zutboek’ opgesteld. Dit is een tijdcapsule in de vorm van een boek en bevat bijdragen van inwoners van Zutphen. Projectbedenker en uitvoerder was Marco Mout. Het werd in 2009 door de stad geschonken aan de bibliotheek, die 100 jaar bestond. Het Zutboek mag pas geopend worden in 2109.

## Galerij

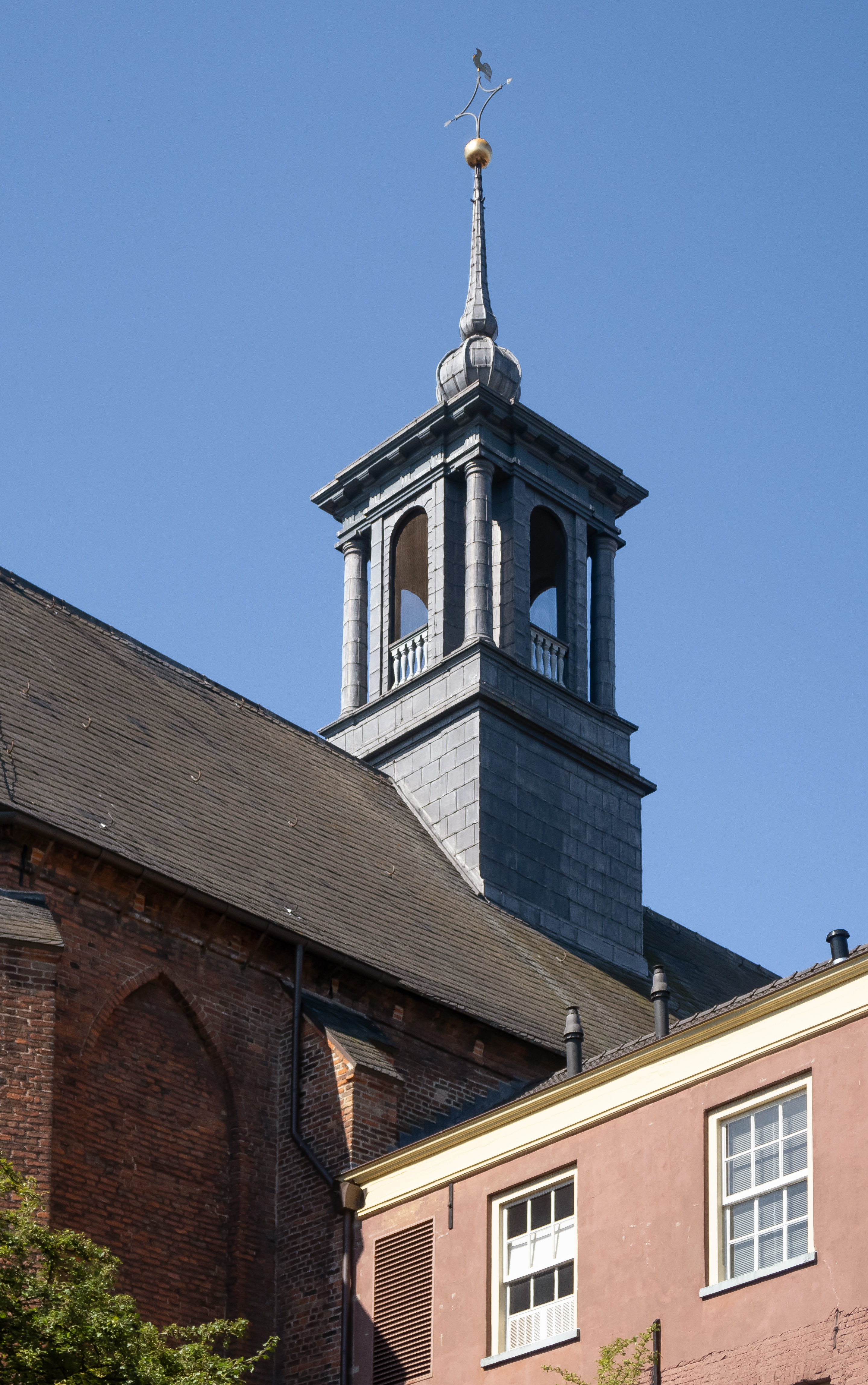
Toren van de Broederenkerk
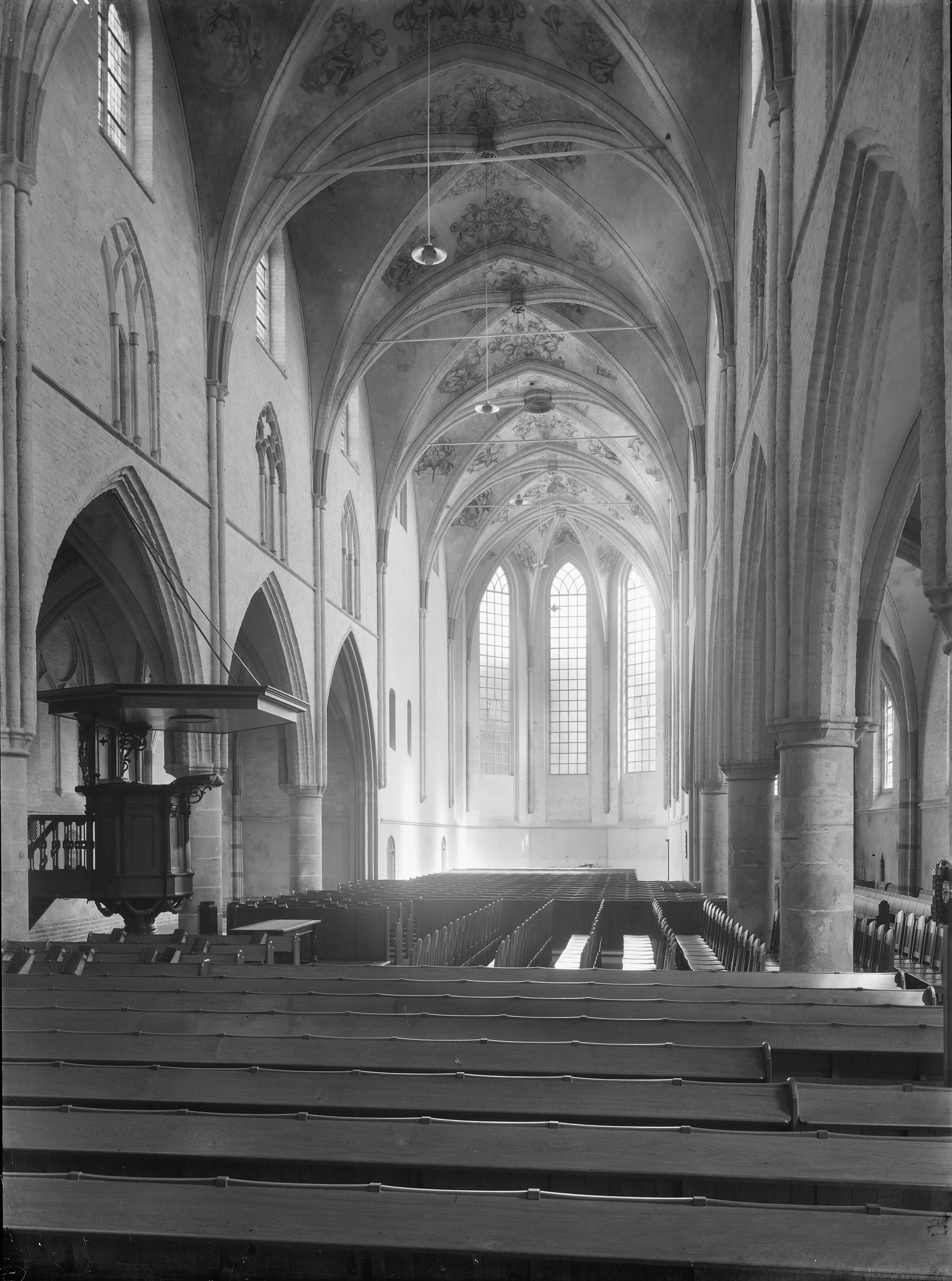
Interieur met kansel en kerkbanken (1940)
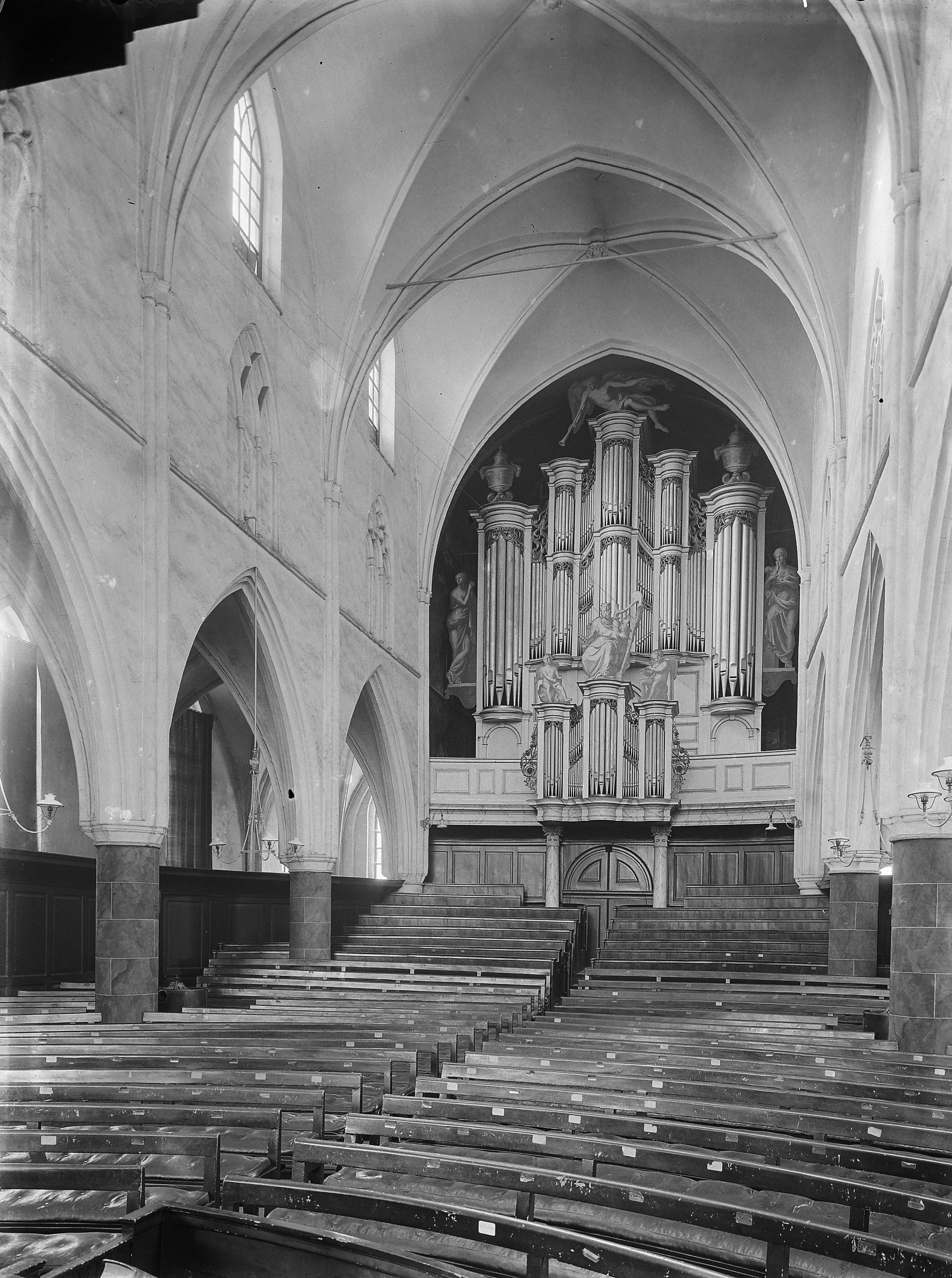
Orgel (1926)
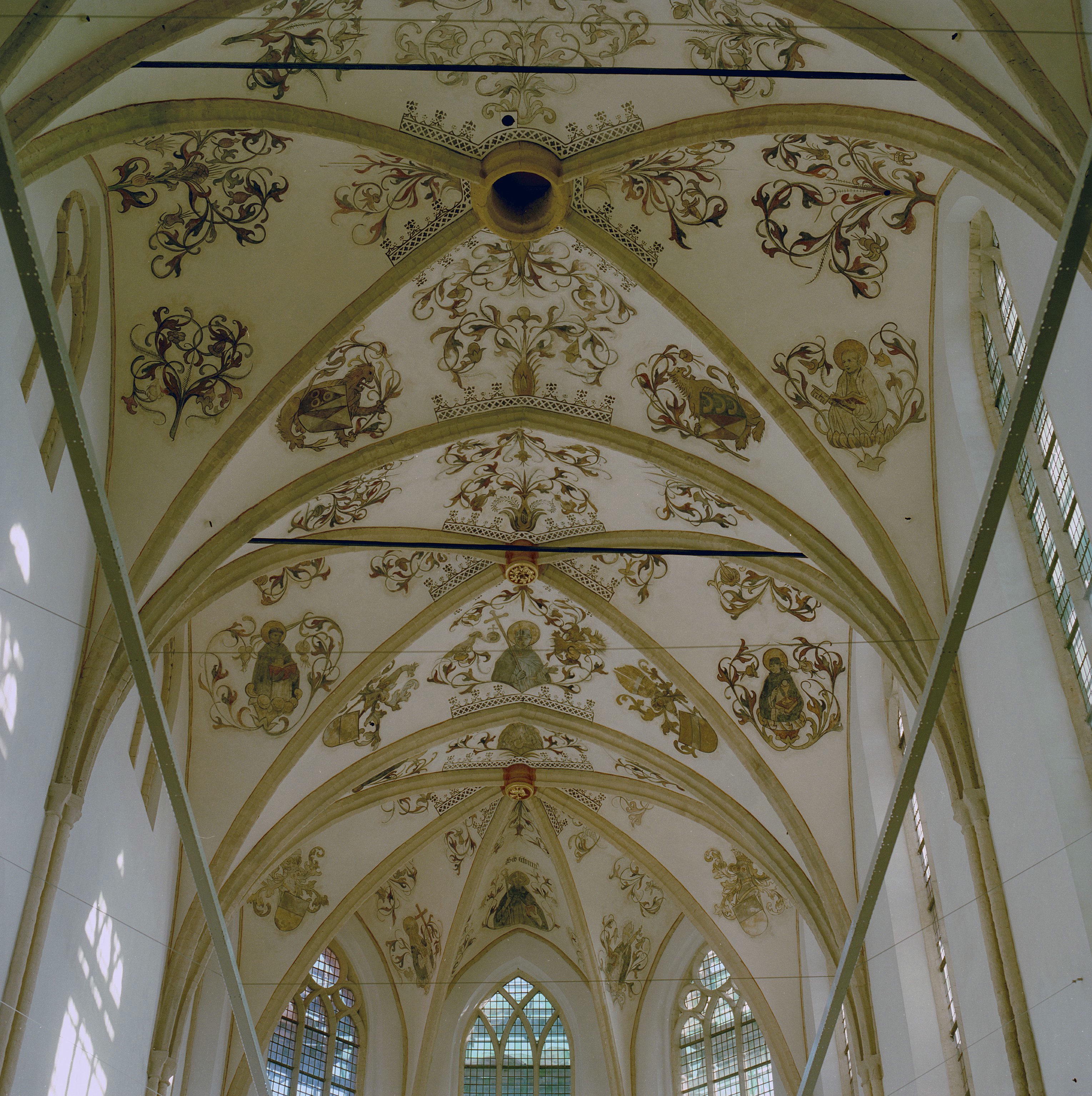
Gewelfschilderingen